# Бранко Тијанић
Бранко Тијанић (Шљивовица, 1939—Београд, 2011) био је српски вајар.

## Биографија
Рођен је 27. септембра 1939. године у златиборском селу Шљивовица. Средњу умјетничку школу завршио је у Сарајеву као један од њених најбољих ђака, заједно са познатим вајаром Љупком Антуновићем, аутором споменика Иву Андрићу крај ћуприје на Дрини у Вишеграду.
На Академији примењених уметности у Београду од групе професора добио је епитет најталентованијег студента, а остаће упамћено да је за дипломски рад имао сет посуда намењених за свечане просторије тада новоизграђене зграде Савезног извршног већа, данашње палате „Србија” на Новом Београду.
У необичном амбијенту свог атељеа, смештеног у воденици, у родном месту Шљивовица, радио је монументалне споменике и бисте људи из златиборског краја, као и јавних личности из српског политичког и културног живота. Данас је у воденици спомен галерија.

## Одабрана дела
- Споменички комплекс жртава фашизма у Севојну
- Споменик норвешким интернирцима у Горњем Милановцу, као коаутор
- Бронзана статуа генерала Драже Михаиловића у Ивањици
- Споменик браниоцима Републике Српске на Тргу палих бораца у Вишеграду, популарно названог „Гвозден”
- Споменик генералу Крсти Смиљанићу на Златибору.[2]